# Slim Gaillard
Slim Gaillard, geboren als Bulee Gaillard, (Detroit, 4 januari 1916 - Londen, 26 februari 1991) was een Amerikaanse jazzmuzikant (zang, piano, gitaar) en was vooral bekend als deel van het duo Slim & Slam.

## Jeugd
Slim Gaillard werd geboren als zoon van de Duitse immigrant Theopoulos Rothschild en de Afro-Amerikaanse Liza Gaillard en groeide op in Detroit. Zijn vader werkte als steward op een cruiseschip en nam hem vaak mee. Zijn vader zou hem ook al eens vergeten hebben op Kreta. Gaillard speelde piano (in boogiewoogie-stijl), gitaar en vibrafoon. In Detroit werkte hij kortstondig als begrafenisondernemer, probeerde het als bokser en tijdens de drooglegging als alcoholsmokkelaar voor de Purple Gang. Dan trad hij op met een nummer, waarbij hij gelijktijdig tapdanste en gitaar speelde, waarmee hij tijdens de jaren 1930 wilde optreden in New York in het Vaudeville.

## Carrière
Van 1936 tot 1942 had hij daar grote successen als onderdeel van het duo Slim & Slam met de bassist Slam Stewart. Ze hadden in 1938 de hit Flat Foot Floogie (with a Floy Floy), gevolgd door Laughin' in Rhythm en Tutti Frutti, gecomponeerd door Doris Fisher, die de improvisatie-kunstenaar Gaillard tijdens optredens vaak sterk wijzigde. Met de geestig gepresenteerde dada-achtige nonsensteksten, waarbij Gaillard graag Spaans, Chinees of ander koeterwaals sprak en culinaire thema's een grote rol speelden, genoot het duo toentertijd een cultstatus, zoals beschreven in On the Road (1957) van Jack Kerouac. In 1941 werden ze voor de Hollywood-komedie Hellzapoppin ' gecontracteerd. Gaillards oproep tot het vervullen van zijn militaire dienstplicht bij de US Air Force tijdens de Tweede Wereldoorlog betekende het einde van de samenwerking als Slim & Slam.
Na zijn ontslag uit het leger ging Gaillard naar Los Angeles, waar hij met de bassist Bam Brown in een gelijksoortige formatie optrad als met Stewart in Billy Berg's Hollywood Boulevard Club als Slim & Bam. In 1945 hadden ze de hit Hit Cement Mixer (Puti Puti). In 1946 had Gaillards langer stuk The Groove Juice Special (Opera in Vout) première in Los Angeles. In 1945 was hij te beluisteren in een bop-sessie met onder andere Dizzy Gillespie en Charlie Parker (Slim's Jam). Ze speelden zijn hit Flat Foot Floogie als typisch bop-nummer, dat werd onderbroken door scatzang. Bovendien namen ze Slim's Jam, Dizzy Boogie en Popity Pop op.
Gaillard speelde ook met Miles Davis, Percy Heath en John Lewis. In Los Angeles maakte hij opnamen in een combo met Zutty Singleton, Dodo Marmarosa en Brown. Verdere hits waren Down By The Station (1948) en Yep Roc's Heresay (1951). Op het hoogtepunt van zijn populariteit aan het eind van de jaren 1940/begin jaren 1950 werd hij gevraagd als openingsnummer van de jazzclub Birdland, was in 1953 onderweg met Jazz at the Philharmonic en nam bovendien op voor Verve Records. Aan het eind van de jaren 1950 was hij op tournee met Stan Kenton.
Vanaf de jaren 1960 had hij de meest diverse beroepen als hoedenmaker, motelmanager in San Diego, elektricien en zelfs als fruitboer in Tacoma. Vanaf eind jaren 1960 trad hij vaak op in tv-films. Als acteur werkte hij in 1979 mee aan Roots: The Next Generations, het tweede seizoen van de tv-serie Roots.
In 1970 speelde hij weer bij het Monterey Jazz Festival met Slam Stewart en tijdens de jaren 1970 ook met Dizzy Gillespie, die hem in 1982 overtuigde om weer actief te worden in de jazz. Tijdens de jaren 1980 had hij een comeback, toerde hij op Europese jazzfestivals, maar ook met Daniel Huck met groot succes in Japan. Hij bracht het album Anytime, Anyplace, Anywhere uit, waarop Buddy Tate, Jay McShann, Peter Ind en Digby Fairweather meewerkten. In de musicalfilm Absolute Beginners (1986) zingt hij tijdens een feest Selling Out. De BBC draaide in 1989 de meerdelige film The World of Slim Gaillard.

## Privéleven en overlijden
Zijn dochter Janis Hunter was tussen 1977 en 1981 de echtgenote van Marvin Gaye en is de moeder van de actrice en zangeres Nona Gaye (geb. 1974).
Slim Gaillard overleed in februari 1991 op 75-jarige leeftijd in Londen aan de gevolgen van kanker.

## Discografie
Het werk van Slim Gaillard is op Classics – 1937–38, 1939–40, 1940–42, 1945 Vol. 1 & 2, 1946 en 1947–1951 gedocumenteerd. Op Slim Gaillard 1945 Vol. 2 speelt hij met Slam Stewart, Charlie Parker, Dizzy Gillespie en Dodo Marmarosa (Slim's Jam). Op BeBop's Heartbeat bevinden zich naast Flat Foot Floogie de eveneens door Gaillard geschreven nummers Dizzy Boogie, Popity Pop en Slim's Jam.

### Compilaties
- 1992: Slim & Slam – Complete Recordings 1938 – 1942 (Affinity) − 3 CD's met o.a. Slam Stewart, Kenny Clarke, Chico Hamilton, Ben Webster, Al Killian

Verdere publicaties:
- 1938-1946: Slim's Jam (Topaz)
- 1946: The Absolute Voutest, '46 (Hep Records)
- 1945, 1947: BeBop’s Heartbeat met Slim Gaillard, Charlie Parker, Dizzy Gillespie, John Lewis, Al McKibbon, Joe Harris en Zutty Singleton
- 1946-1954: Laughing In Rhythm: The Best Of The Verve Years (Properbox, Cd-Edition)
- 1946: The Legendary McVouty (Hep Records)
- 1945-1949: Cement Mixer, Putti Putti (President)
- 1959: Slim Gaillard Rides Again (Verve Records)
- 1982: Anytime, Anyplace, Anywhere (Hep Records)

- Bibsys: 4060545
- Biblioteca Nacional de España: XX1464501
- Bibliothèque nationale de France: cb13931739z (data)
- Gemeinsame Normdatei: 134879449
- International Standard Name Identifier: 0000 0000 5938 2972
- Library of Congress Control Number: n93115984
- MusicBrainz: 48b82408-3db2-4a96-bd97-129fbdeddfc4
- Nationale Bibliotheek van Tsjechië: ola2002159306
- Nationale Bibliotheek van Israël: 987007322364305171
- Nationale Bibliotheek van Polen: a0000003510255
- Nederlandse Thesaurus van Auteursnamen: 097815004
- Istituto Centrale per il Catalogo Unico: LO1V378354
- Système universitaire de documentation: 157338967
- Virtual International Authority File: 56799400
- WorldCat: E39PBJyxfdK43CFxKWDWKVKcfq